# Ornithomya alpicola
Ornithomya alpicola är en tvåvingeart som först beskrevs av Maa 1975.  Ornithomya alpicola ingår i släktet Ornithomya och familjen lusflugor.
Artens utbredningsområde är Nepal. Inga underarter finns listade i Catalogue of Life.